# 인캔테이션

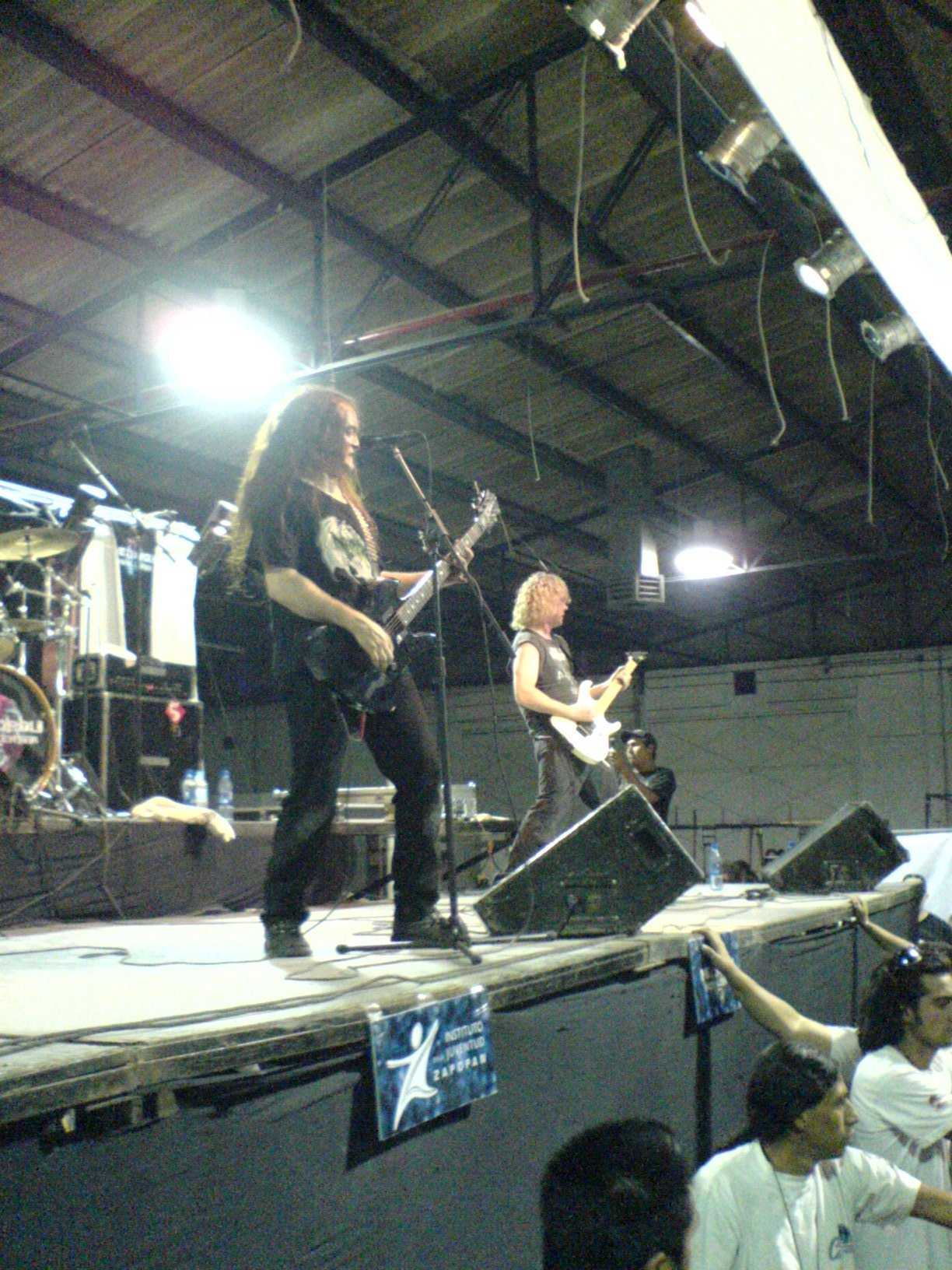

인캔테이션(Incantation)은 1989년 존 멕엔티와 폴 레드니에 의해 결성된 미국의 데스 메탈 밴드이다. 뉴욕의 데스메탈씬의 리더들 중 하나이다. 현재까지 이 밴드는 정식 음반 10장, 라이브 음반 2장, EP 4장, 싱글 2장, DVD 1장, 데모 3개를 냈다.

## 디스코그래피
- Onward to Golgotha (1992)
- Mortal Throne of Nazarene (1994)
- Diabolical Conquest (1998)
- The Infernal Storm (2000)
- Blasphemy (2002)
- Decimate Christendom (2004)
- Primordial Domination (2006)
- Vanquish in Vengeance (2012)
- Dirges of Elysium (2014)
- Profane Nexus (2017)
- Sect of Vile Divinities (2020)